# العلاقات الكاميرونية الأيرلندية
العلاقات الكاميرونية الأيرلندية هي العلاقات الثنائية التي تجمع بين الكاميرون وجمهورية أيرلندا.

## مقارنة بين البلدين
هذه مقارنة عامة ومرجعية للدولتين:
| وجه المقارنة                                              | الكاميرون                      | جمهورية أيرلندا                                       |
| --------------------------------------------------------- | ------------------------------ | ----------------------------------------------------- |
| المساحة (كم2)                                             | 475.44 ألف                     | 70.27 ألف                                             |
| عدد السكان (نسمة)                                         | 24.05 مليون                    | 4.76 مليون                                            |
| الكثافة السكانية (ن./كم²)                                 | 50.58                          | 67.74                                                 |
| العاصمة                                                   | ياوندي                         | دبلن                                                  |
| اللغة الرسمية                                             | لغة فرنسية، لغة إنجليزية       | اللغة الأيرلندية، لغة إنجليزية، الإنجليزية الأيرلندية |
| العملة                                                    | فرنك وسط أفريقي                | جنيه أيرلندي، يورو، عملات اليورو الأيرلندية           |
| الناتج المحلي الإجمالي (بليون دولار)                      | 34.80 مليار                    | 333.73 مليار                                          |
| الناتج المحلي الإجمالي (تعادل القوة الشرائية) بليون دولار | 72.72 مليار                    | 318.16 مليار                                          |
| الناتج المحلي الإجمالي الاسمي للفرد دولار أمريكي          | 1.22 ألف                       | 61.13 ألف                                             |
| الناتج المحلي الإجمالي للفرد دولار أمريكي                 | 2.97 ألف                       |                                                       |
| مؤشر التنمية البشرية                                      | 0.512                          | 0.916                                                 |
| رمز المكالمات الدولي                                      | +237                           | +353                                                  |
| رمز الإنترنت                                              | .cm                            | .ie                                                   |
| المنطقة الزمنية                                           | توقيت غرب أفريقيا، ت ع م+01:00 | 00، ت ع م+01:00، أوروبا/دبلن ‏                         |

## منظمات دولية مشتركة
يشترك البلدان في عضوية مجموعة من المنظمات الدولية، منها:
| علم المنظمة | اسم المنظمة                               | تاريخ انضمام الكاميرون | تاريخ انضمام جمهورية أيرلندا |
| ----------- | ----------------------------------------- | ---------------------- | ---------------------------- |
|             | مؤسسة التنمية الدولية                     | 10 أبريل 1964          | 22 ديسمبر 1960               |
|             | يونسكو                                    | 11 نوفمبر 1960         | 3 أكتوبر 1961                |
|             | وكالة ضمان الاستثمار متعدد الأطراف        | 7 أكتوبر 1988          | 27 أكتوبر 1989               |
|             | الأمم المتحدة                             | 20 سبتمبر 1960         | 14 ديسمبر 1955               |
|             | الفريق المعني برصد الأرض                  | ?                      | ?                            |
|             | الاتحاد البريدي العالمي                   | ?                      | ?                            |
|             | البنك الدولي للإنشاء والتعمير             | 10 يوليو 1963          | 8 أغسطس 1957                 |
|             | المنظمة الهيدروغرافية الدولية             | ?                      | ?                            |
|             | الاتحاد الدولي للاتصالات                  | 22 ديسمبر 1960         | 8 ديسمبر 1923                |
|             | منظمة حظر الأسلحة الكيميائية              | ?                      | ?                            |
|             | مؤسسة التمويل الدولية                     | 1 أكتوبر 1974          | 11 سبتمبر 1958               |
|             | المركز الدولي لتسوية المنازعات الاستشارية | 2 فبراير 1967          | 7 مايو 1981                  |
|             | منظمة التجارة العالمية                    | ?                      | ?                            |
|             | منظمة الشرطة الجنائية الدولية             | ?                      | ?                            |

## وصلات خارجية
- موقع وزارة الخارجية الكاميرونية
- موقع وزارة الخارجية الأيرلندية